# Артёмовский
Артёмовский — город в Свердловской области России. Административный центр Артёмовского района и Артёмовского муниципального округа.

## История
- 1665 год — беломестный казак Арамашевской слободы Егорша Кожевин получил участок земли на правом берегу реки Бобровки, в честь него это место стало называться Егоршиным повытком, затем Егоршиной деревней, с 1864 года селом Егоршиным.
- 1776 год — начало строительства Ирбитского железоделательного завода.
- 1871 год — вблизи села Егоршина было открыто богатое месторождение угля-антрацита.
- 1872 год — начало промышленной разработки каменного угля в Егоршине.
- 1897 год — возникновение первого революционного кружка на Егоршинских угольных копях.
- 1907 год — 12 марта произошла стачка рабочих Ирбитского завода.
- 1913 год — сдана в эксплуатацию крупнейшая шахта бассейна «София».
- 1914 год — начало строительство Егоршинской электростанции.
- 1914 год — сдана первая очередь железнодорожной линии до станции Аппаратная.
- 1917 год — в марте создан Егоршинский совет рабочих и крестьянских депутатов.
- 1917 год — 12 ноября Егоршинский совет рабочих и крестьянских депутатов взял власть в свои руки.
- 1918 год — 17 февраля произошла национализация Егоршинских угольных шахт.
- 1918 год — 13 марта образовался деловой совет на Егоршинских угольных копях.
- 1918 год — 28 мая создан добровольческий отряд Красной Армии из егоршинских шахтёров.
- 1921 год — Бобровская угольная копь была переименована в Копь им. Артёма в честь революционера Ф. А. Сергеева (товарища Артёма).
- 1923 год — запущена Егоршинская электростанция «Красный Октябрь».
- 1924 год — учреждён Егоршинский район.
- 1925 год — путём слияния всех шахтёрских поселков образован рабочий посёлок Артёмовский, который с селом Егоршиным на равных правах вошёл в состав Егоршинского района.
- 1929 год — вступила в строй самая крупная шахта бассейна «Новый рудник».
- 1930 год — открыт Егоршинский районный радиоузел, послуживший толчком к  появлению Егоршинского радиозавода.
- 1938 год — 4 декабря указом Президиума Верховного Совета РСФСР село Егоршино и рабочий посёлок им. Артёма объединены в город районного подчинения Артёмовский.
- 1941 год — в Артёмовский эвакуирован Скопинский механический завод (ныне Артёмовский машиностроительный завод «Вентпром»), приступивший к производству боеприпасов и миномётных деталей.
- 1960 год — Артёмовский получил статус города областного подчинения.
- 1 февраля 1963 года совет депутатов трудящихся города Артемовского передан в подчинение Свердловскому областному совету депутатов трудящихся[3].

## Физико-географическая характеристика

### Географическое положение
Город расположен на восточном склоне Среднего Урала, на реке Бобровке.

### Рельеф
Рельеф местности почти равнинный, невысокие, пологие, поросшие лесами холмы на западе, сглаживающиеся к востоку. Почвы очень разнообразные. В западной части серосуглинистые, переходящие иногда в светлые суглинки или в торфяники, на северо-востоке преобладают чернозёмы, перемежающиеся торфяными почвами и суглинками, на востоке района распространены кремнисто-глинистые, вдоль реки Ирбит широкой полосой тянутся чернозёмы.
Река Бобровка, которая течёт с запада на восток, прорезает своей глубокой долиной весь район. Она преграждена двумя плотинами, образующими в городе Верхний и Нижний пруды. Она впадает в реку Ирбит, которая в районе посёлка Красногвардейского перекрыта плотиной, образовавшей живописный пруд. Плотина существует с момента постройки местного завода, то есть более двухсот лет.

### Климат
Артёмовский относится к центральной агроклиматической зоне Свердловской области.
Абсолютный максимум температуры: +38,4°C, зарегистрирован 11 июля 2023 года. Ранее максимальное значение +38°C было зарегистрировано 9 августа 1936 года, абсолютный минимум: −46,7°C зафиксирован 8 декабря 1968 года.
Средняя дата наступления устойчивых морозов: 12 ноября, средняя дата прекращения морозов: 19 марта. Средняя продолжительность устойчивых морозов 128 дней. Заморозки, по средним данным, наступают 8 сентября и заканчиваются 7 июня. Продолжительность безморозного периода в среднем составляет 92 дня. Самый короткий безморозный период составлял 46 дней в 1975 году: последний день заморозков 25 июня и первый их день 10 августа. Самый длинный безморозный период составил 148 дней в 1950 году: последний день заморозков 12 мая и первый их день 8 октября.
Переход среднесуточной температуры воздуха в период её повышения через 0°C 8 апреля, через 5°C 25 апреля, через 10°C 17 мая, через 15°C 11 июня. Переход среднесуточной температуры воздуха в период её понижения через 15°C 17 августа, через 10°C 12 сентября, через 5°C 2 октября, через 0°C 20 октября.
Наибольшая высота снежного покрова на полях по наблюдениям с 1929 года составляет в среднем 67 см, была отмечена в зиму 1978-1979 годов. Наибольшее количество осадков выпало в июле 1992 года: 214 мм при месячной норме 86 мм. Наибольшая глубина промерзания почвы в зимних условиях более 150 см.
В летние месяцы преобладающими являются западные и северные ветры, а в зимние — южные, западные и юго-западные. Наибольшее значение среднегодовых скоростей ветра достигалось при западном и северо-западном направлениях (5,7...6,1 м/сек), северном и юго-западном (5,3...5,5 м/сек).

## Население
| 1959    | 1967    | 1970    | 1979    | 1989    | 1992    | 1996    | 1998    | 2000    |
| ------- | ------- | ------- | ------- | ------- | ------- | ------- | ------- | ------- |
| 34 775  | ↗38 000 | ↘37 740 | ↗39 192 | ↗41 247 | ↗43 100 | ↘41 300 | ↘41 200 | ↘40 700 |
| 2001    | 2002    | 2003    | 2005    | 2006    | 2007    | 2008    | 2009    | 2010    |
| ↘40 300 | ↘34 980 | ↗35 000 | ↘34 400 | ↘34 000 | ↘33 700 | ↘33 300 | ↘33 125 | ↗33 160 |
| 2011    | 2012    | 2013    | 2014    | 2015    | 2016    | 2017    | 2018    | 2019    |
| ↘33 100 | ↘32 531 | ↘32 011 | ↘31 557 | ↘31 167 | ↘30 944 | ↘30 933 | ↘30 778 | ↘30 366 |
| 2020    | 2021    | 2023    |         |         |         |         |         |         |
| ↘30 101 | ↘28 943 | ↘28 775 |         |         |         |         |         |         |

На 1 января 2025 года по численности населения город находился на 512-м месте из 1124 городов Российской Федерации.

## Экономика

### Промышленность
В городе работают КМЗ, Егоршинский радиозавод, Артёмовский машиностроительный завод «Вентпром», Артёмовская ТЭЦ, а также ряд предприятий, обслуживающих нужды района: завод ЖБИ, хлебокомбинат, и другие.

### Транспорт
В городе расположена узловая железнодорожная станция Егоршино Свердловской железной дороги, которая ранее была центром Егоршинского отделения железной дороги. Работает локомотивное депо Егоршино.
Имеется автобусное сообщение с Екатеринбургом, Тюменью, Богдановичем, Асбестом, Рефтинским, Режом, Ирбитом, Алапаевском (Верхняя Синячиха) и другими населёнными пунктами.

## Образование
В городе 6 средних общеобразовательных школ, лицей, Артёмовский колледж точного приборостроения, филиал Нижнетагильского профессионального колледжа им. Н. А. Демидова, школу искусств и художественную школу. Имеется ряд учреждений дополнительного образования.

## Культура
- Артёмовский городской исторический музей

## Геральдика
- 1967
- 1983
- 2002

Источники

## Религия
Действуют православные храм во имя Святого равноапостольного князя Владимира, храм во имя Святого великомученника Георгия, церковь во имя иконы Божией Матери «Умиление» и храм во имя пророка Божия Илии (Артёмовское благочиние Алапаевской и Ирбитской епархии Екатеринбургской митрополии Русской православной церкви (Московского патриархата).